# Betafo (Stadt)
Betafo ist eine madagassische Stadt in der Region Vakinankaratra. Ihre Bevölkerungszahl lag im Jahre 2001 bei 31.000.

## Geografie
Betafo liegt 22 km von der Stadt Antsirabe an der Route Nationale nach Morondava.
Die Umgebung wird von Vulkanhügeln geprägt.

## Wirtschaft
Die Region um Betafo ist reich an Mineralien, u. a. Turmalin, Phenakit, Liddicoatit Ferrocolumbit und Manganotantalit.
Der Name des Minerals Betafit wurde vom Namen der Stadt abgeleitet.

## Attraktionen

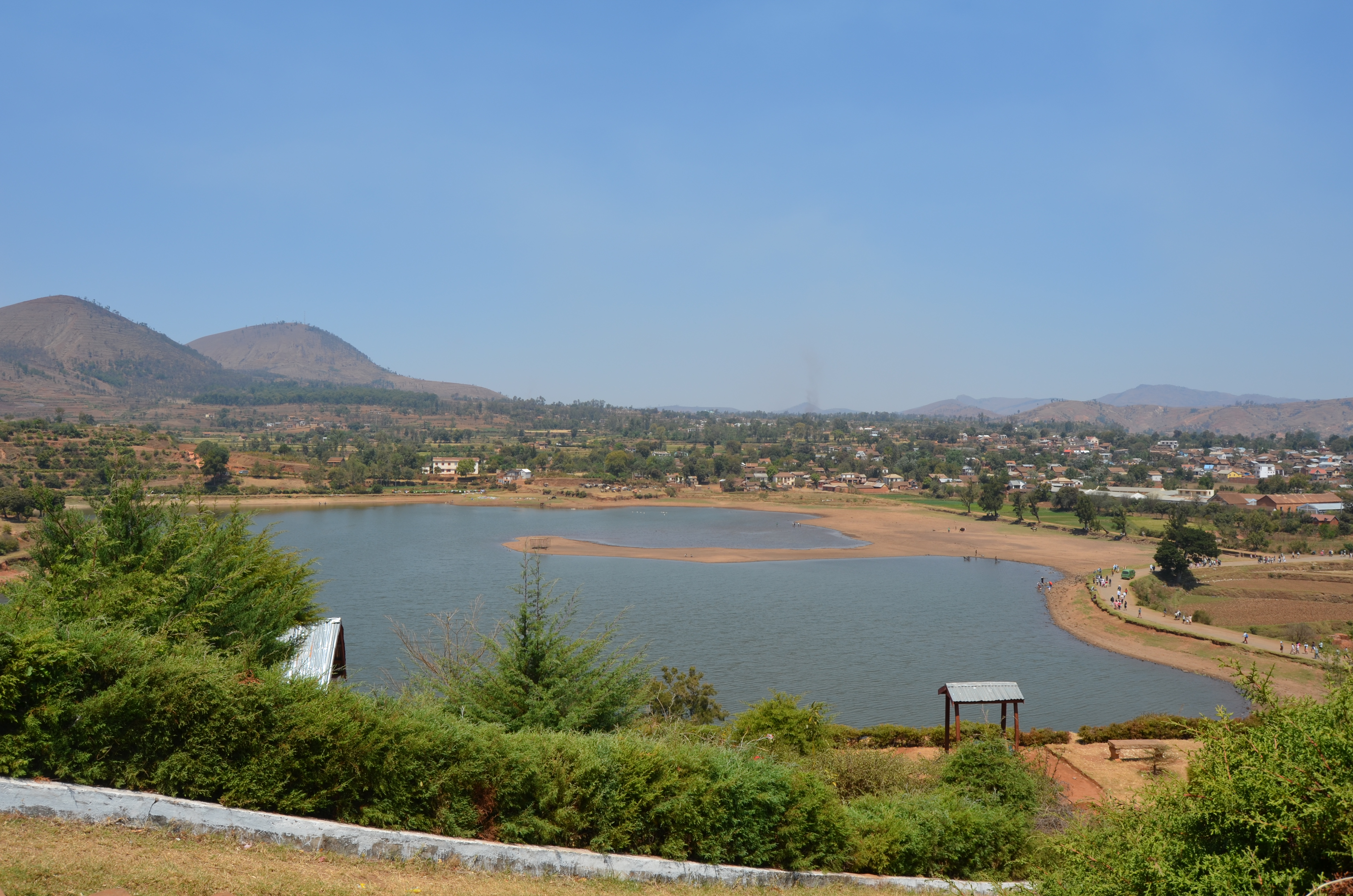
Tatamarinasee

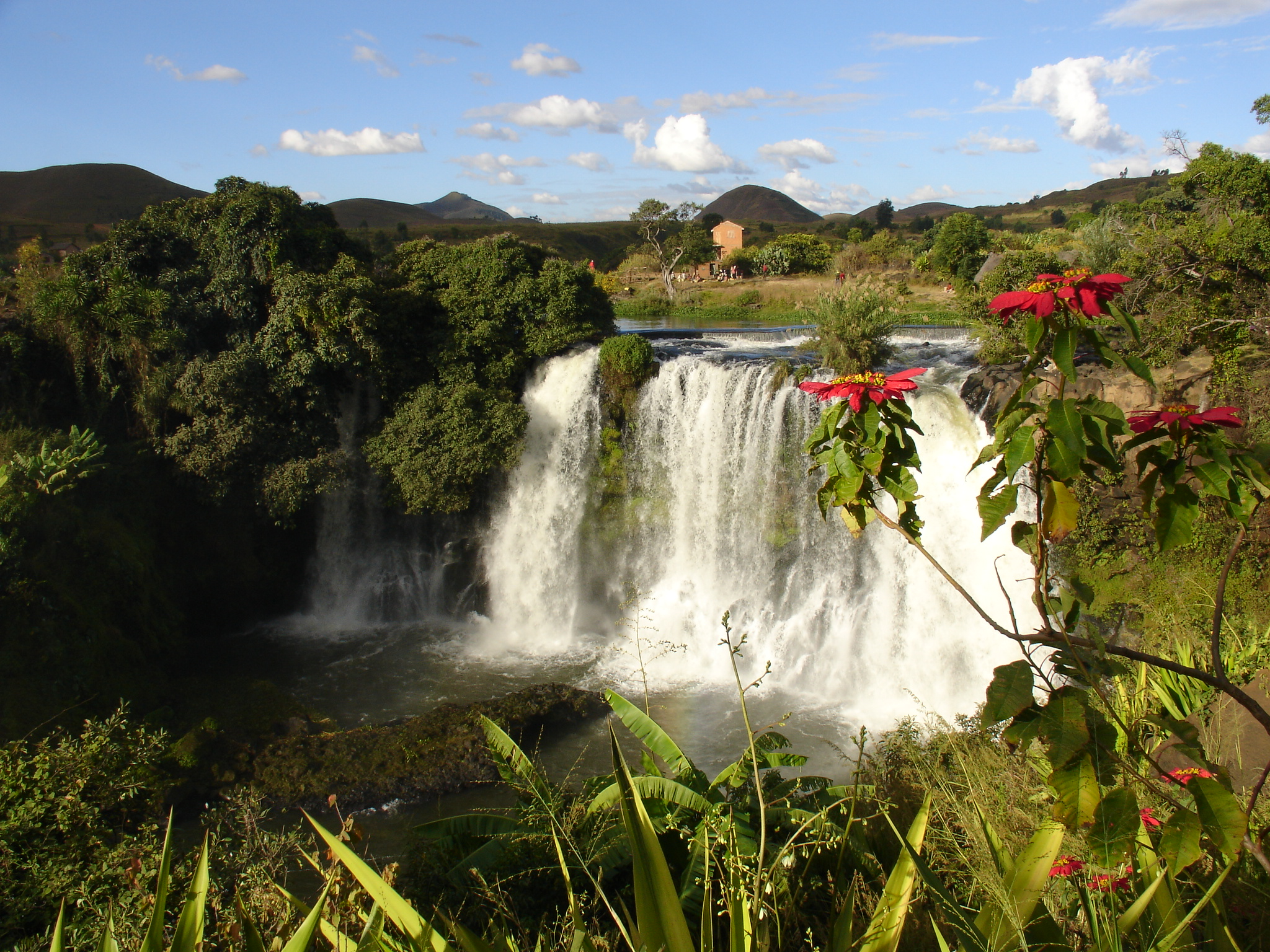
Wasserfall von Antafofo

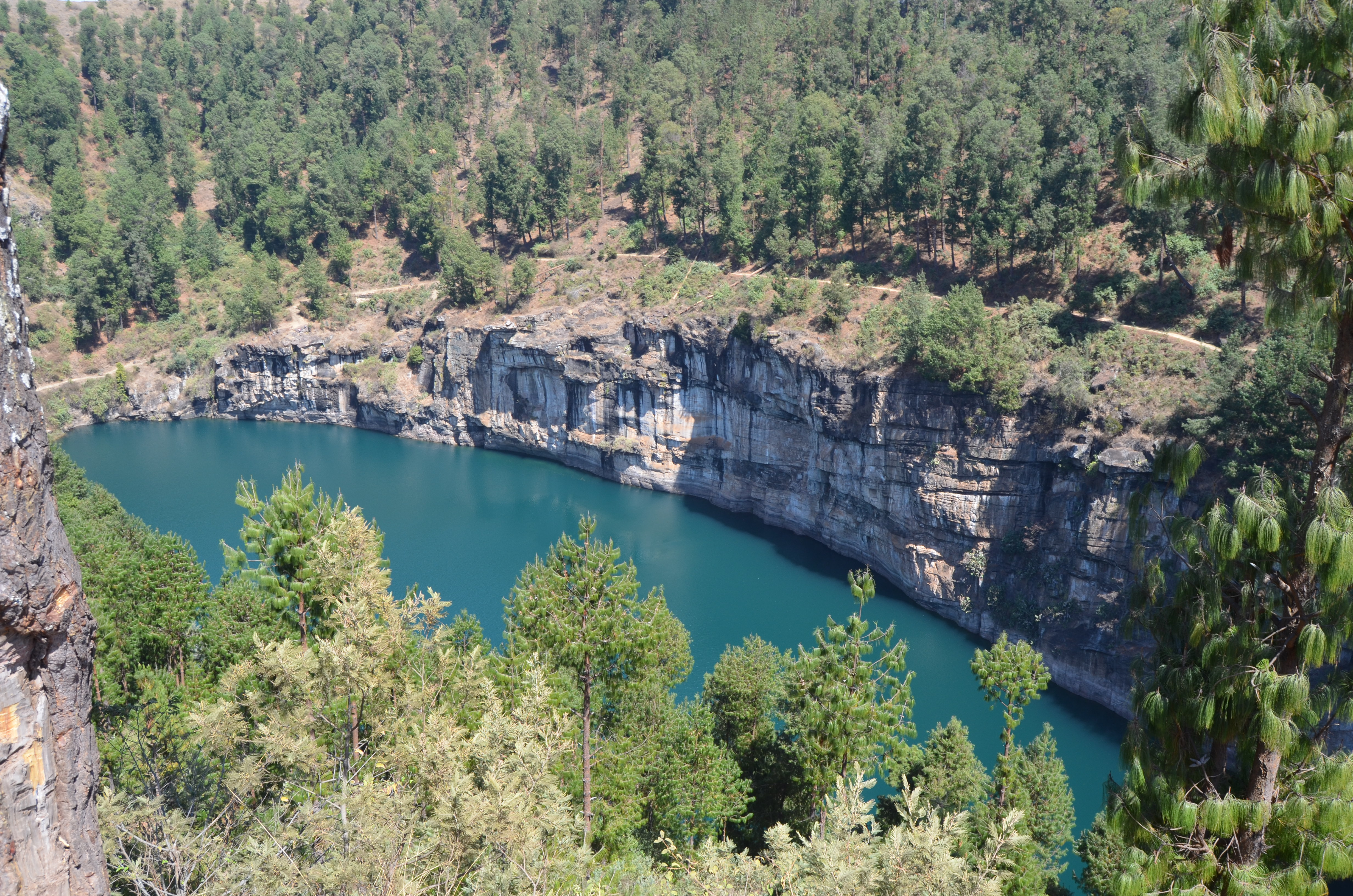
Tritrivasee

- der See Tatamarina, rund 1 km nördlich der Stadt,
- der Wasserfall von Antafofo mit einer Höhe von 20 m,
- die Thermen von Betafo rund 3 km nördlich der Stadt
- der See Tritriva, rund 16 km südöstlich der Stadt

## Religion
Von 1913 bis 1921 war Betafo Sitz des Bistums Antsirabé. Die erste lutherische Kirche Madagaskars wurde hier durch norwegische Missionare errichtet.